# Mlýnce

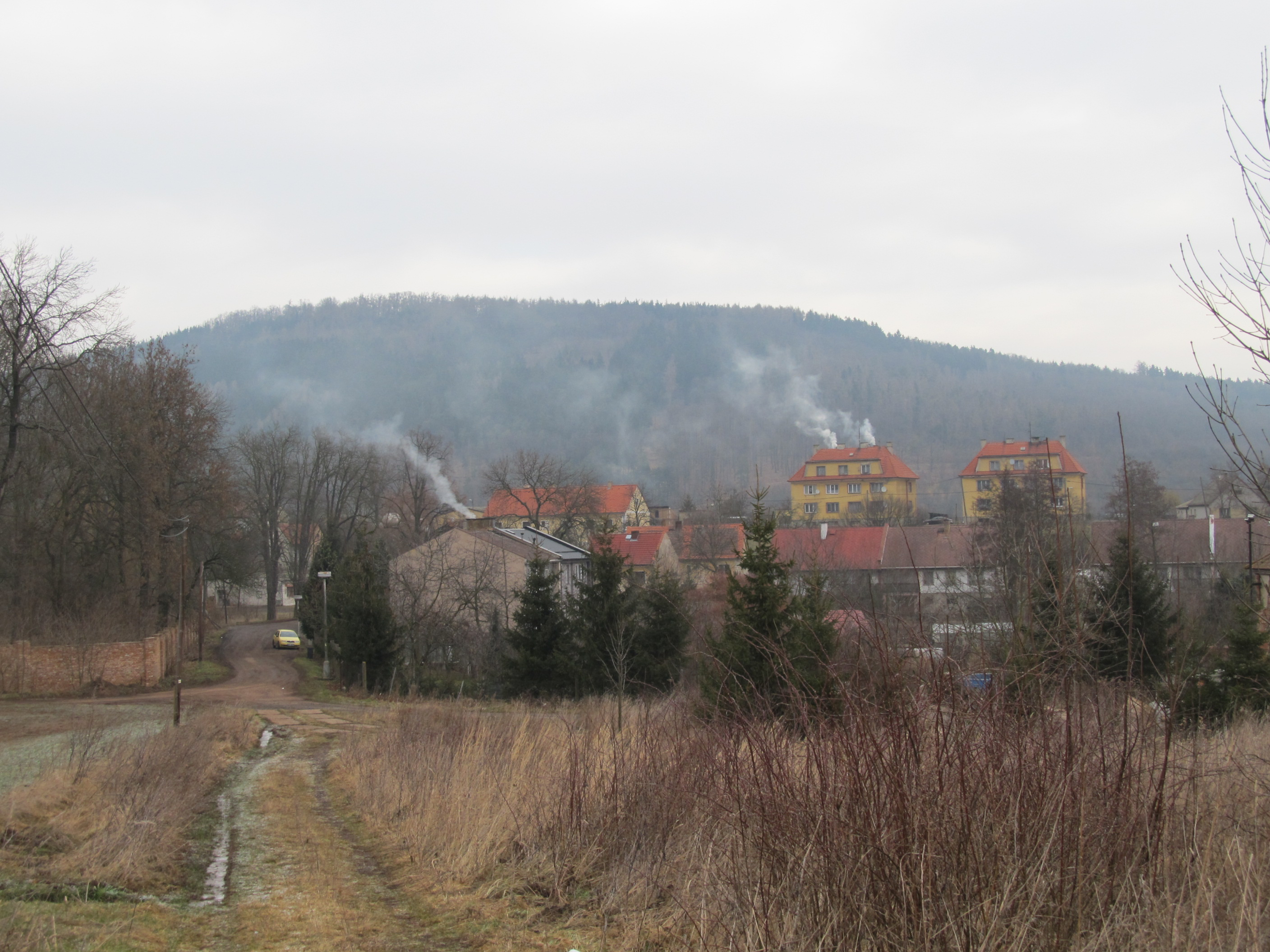
Blick von Süden auf Mlýnce und den Skytalberg

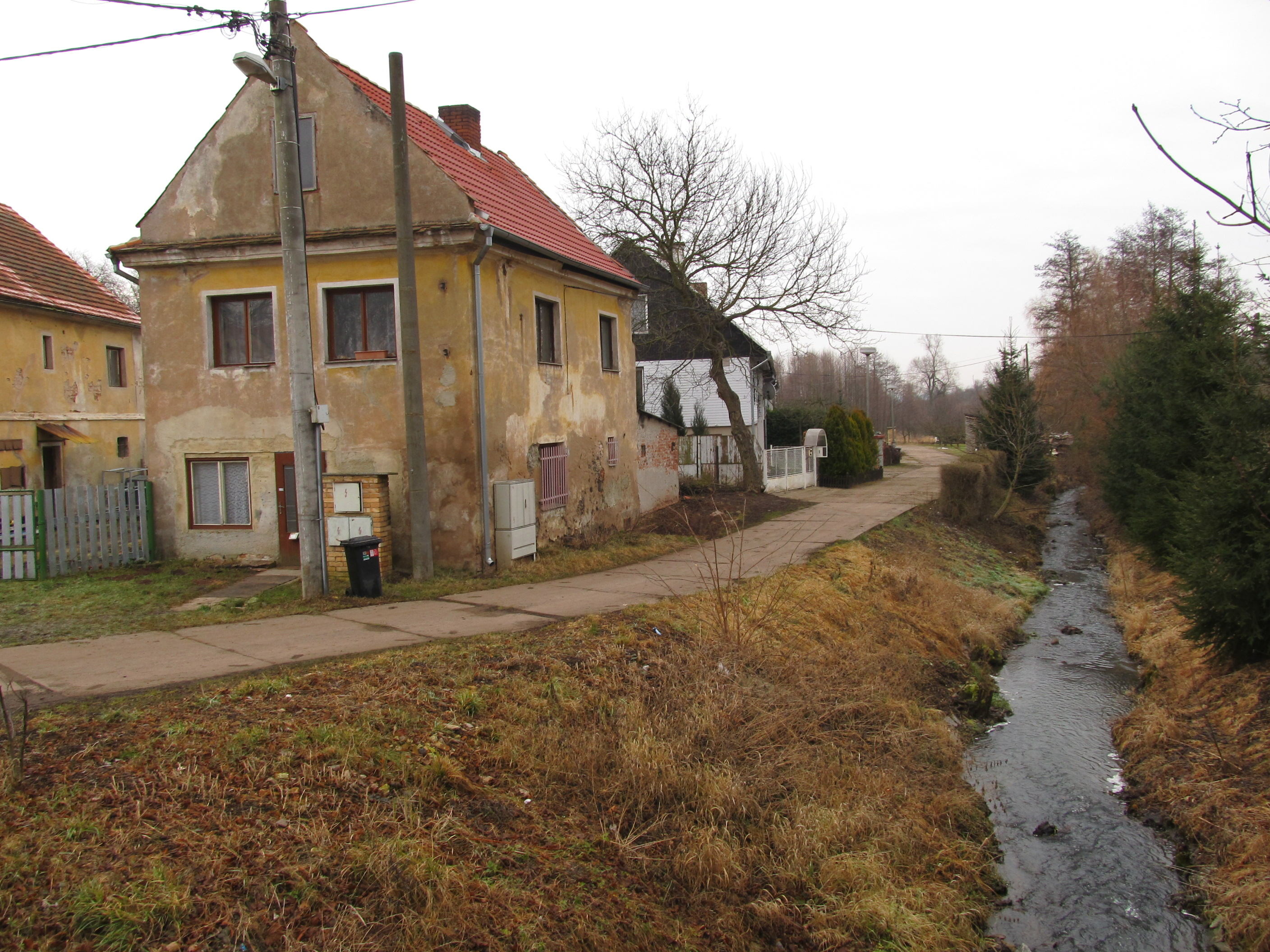
Häuser am Mlýnecký potok

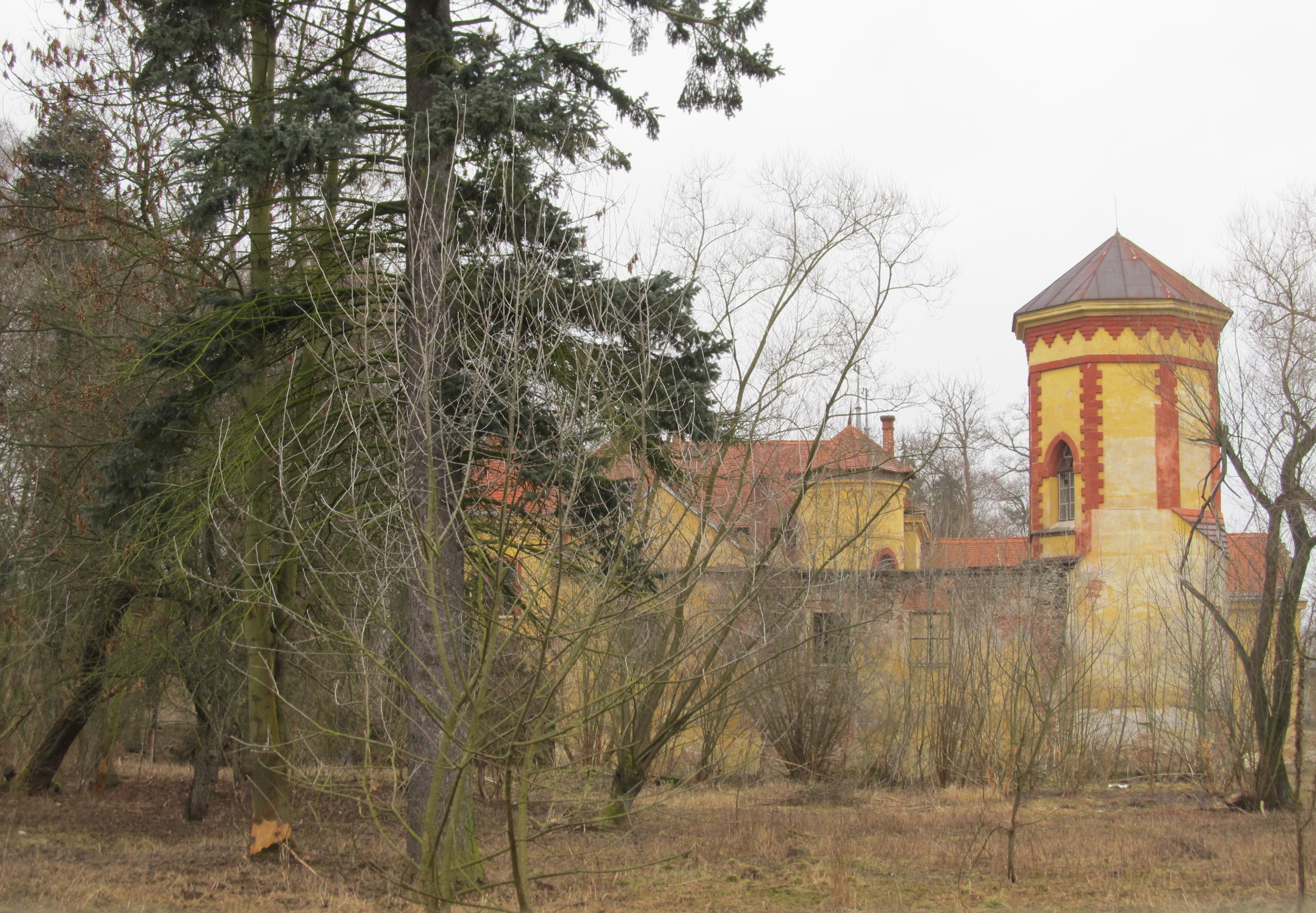
Schloss Mlýnce

Mlýnce (deutsch Linz) ist ein Ortsteil der Stadt Vroutek (Rudig) in Tschechien. Er liegt fünf Kilometer südwestlich von Vroutek und gehört zum Okres Louny.

## Geographie
Das Platzdorf Mlýnce befindet sich am Übergang vom Duppauer Gebirge zur Rakovnická pahorkatina (Rakonitzer Hügelland) in der breiten Talmulde des Baches Mlýnecký potok (Filirschbach), der das linksseitig gelegene Dorf vom gegenüberliegenden Schlossareal trennt. Nördlich und östlich des Dorfes fließt der Vrbičský potok (Wiesbach) zum Mlýnecký potok. Im Norden erhebt sich der Skytalský vrch (Skytalberg; 552 m n.m.), südöstlich der Kapucínský vrch (407 m n.m.), die Vysoká stráž (Hoher Strassberg; 415 m n.m.) und der Na Skalce (416 m n.m.), im Süden der K Vescům (Hachtenhübel; 449 m n.m.), westlich der Záhořský les (Langer Eichenberg; 558 m n.m.) und der Orlík (Adlerberg; 552 m n.m.) sowie nordwestlich der Šibeniční vrch (Galgenberg; 619 m n.m.).
Nachbarorte sind Dvorek (Gehla), Dětaň (Gödesin), Kružín (Kruschina) und Dvérce (Wärzen) im Norden, Vroutek im Nordosten, Lužec (Lust) und Vesce (Wes) im Osten, Přibenice (Pribenz), Drahonice (Drahenz) und Řepany (Rschepan) im Südosten, Libyně (Libin) und Královské Údolí (Königsthal) im Süden, Libkovice (Liebkowitz), Dolní Záhoří (Unter-Dreihöfen), Horní Záhoří (Ober-Dreihöfen) und Kostrčany (Kosterschan) im Südwesten, Jeřeň (Girschen) und Kamýk (Jamiken) im Westen sowie Valeč (Waltsch), Skytaly (Skytal) und Vrbička (Kleinfürwitz) im Nordwesten.

## Geschichte
Die erste schriftliche Erwähnung von Mlýnce erfolgte 1375 als Besitz des Vladiken Radim von Mlýnce. Ihm folgten ab 1387 Ješek von Mlýnce und ab 1419 Mikuláš von Mlýnce. Nach den Hussitenkriegen erwarben die Herren Harant von Kořen das Gut. Nach dem Tode des Jan Harant von Kořen erbte 1603 Wenzel Harant das Gut und die Feste Mlýnce. 1614 erwarb der Besitzer der Herrschaft Valeč, Wenzel d. Ä. Stampach von Stampach das Gut Mlýnce. Nach der Schlacht am Weißen Berg wurden 1622 die Güter Wenzel von Stampachs konfisziert und er musste aus Böhmen fliehen. Im Jahre darauf kaufte seine Frau Barbara, geborene von Maleschitz und Pauten die Herrschaft mit den angeschlossenen Gütern zurück. Nach dem Tode von Barbara von Stampach erfolgte 1638 eine Aufteilung der Güter unter ihren Söhnen. Nach dem Dreißigjährigen Krieg wurde die Gegend deutschsprachig. Seit 1652 gehörte das Gut Linz den Freiherren Kager von Stampach, die es in der Folgezeit durch Zukauf der umliegenden Güter zu einem stattlichen Herrschaftsbesitz vergrößerten. Zu Zeiten des Christoph Kager von Stampach, der 1704 in Linz die Kirche der hl. Dreifaltigkeit errichten ließ, waren bereits die Güter Widhostitz, Lust und Drahenz angeschlossen. Nachfolgender Besitzer war ab 1733 der Saazer Kreishauptmann Wenzel Kager von Stampach, der anstelle der alten Feste ein Barockschloss errichten ließ und die Herrschaft 1756 um das Gut Leschkau mit den Meierhöfen Przibenz und Mokotill erweiterte. Diesem folgte ab 1761 der General Karl Kager von Stampach, im selben Jahre die Kirche deutlich erweitern und mit einem Lokalkaplan versehen ließ sowie den Besitz zu einem Majorat erhob. 1765 erbte dessen Neffe, der spätere (1794–1802) Prager Oberstburggraf und Gubernialpräsident, Franz Wenzel Reichsgraf Kager von Stampach das Fideikommissgut Linz. 1787 gehörten zum Gut Linz neben dem gleichnamigen Dorf noch Lust, Widhostitz, Mokotill, Przibenz, Leschkau, Wes und der einschichtige Neuhof. Das Dorf Linz, auch Mleynecz bzw. Mleyncze genannt, bestand aus 20 Häusern mit einem Schloss und der Kirche der hl. Dreifaltigkeit. 1804 erbte Wenzel Reichsgraf Kager von Stampach und 1814 dessen ebenfalls unverheirateter und kinderloser Bruder Johann die Herrschaft. Der Schulunterricht erfolgte bis 1829 in Libin und danach in der neuen Skytaler Schule. Mit dem Tode von Johann Reichsgraf Kager von Stampach erlosch 1830 der Familienzweig der Kager von Stampach im Mannesstamme; Fideikommisserbin wurde dessen Schwester Maria, verheiratete Pachta von Rayhofen.
Im Jahre 1845 umfasste die im Saazer Kreis gelegene Fideikommissherrschaft Linz eine Nutzfläche von 2996 Joch 1573 Quadratklafter, von denen über zwei Drittel Ackerland waren. Auf dem Gebiet lebten in den Dörfern Lust, Wes, Linz, Widhostitz, Mokotil, Přibenz und Leschkau 1062 Personen, darunter zehn jüdische Familien. Die Herrschaft bewirtschaftete sechs Meierhöfe in Linz, Lust, Widhostitz, Mokotil, Přibenz und Leskau sowie vier Schäfereien in Linz, Widhostitz, Mokotil und Leskau. Die Bewirtschaftung der herrschaftlichen Wälder erfolgte durch die Forstreviere Leschkau und Widhostitz. Das Dorf Linz, in der Landtafel und dem Kataster als Lünz, ansonsten auch als Mleynec, Mleynce, Nadmleyncem und Mleynecy bezeichnet, bestand aus 20 Häusern mit 107 deutschsprachigen Einwohnern. Im Ort gab es ein herrschaftliches Schloss mit der Kapelle zur hl. Dreifaltigkeit, einen herrschaftlichen Meierhof und eine dominikale Schäferei. Abseits lag eine Mühle. Pfarrort war Widhostitz. Das herrschaftliche Oberamt befand sich in Lust. Bis zur Mitte des 19. Jahrhunderts blieb Linz der Fideikommissherrschaft Linz untertänig.
Nach der Aufhebung der Patrimonialherrschaften bildeten die Dörfer Lünz / Mlýnce und Wess / Vesce ab 1850 eine Gemeinde Wess-Lünz im Gerichtsbezirk Podersam; Sitz der Gemeinde war Lünz. Nachdem auch der neugebildete Familienzweig Pachta von Stampach ohne männliche Nachkommen geblieben war, wurde das Majorat der Reichsgrafen Kager von Stampach aufgehoben und die Herrschaft Lünz 1852 an Johann Baptist Riedl von Riedenstein und Johann Anton von Starck veräußert. 1855 erwarb Riedl auch den Starckschen Anteil. Seine Erben verkauften die Gutsherrschaft 1868 an Josephine Baernreither. Ab 1868 gehörte Lünz zum Bezirk Podersam. Im Jahre 1869 bestand das Dorf aus 19 Häusern und hatte 140 Einwohner. 1873 verkaufte Industriellenfamilie Baernreither den Leschkauer Meierhof, zwei Jahre später auch den Pribenzer Hof. Zwischen 1883 und 1889 erfolgte der Umbau des Schlosses. Der Gemeindesitz wurde 1896 nach Wess verlegt und der Doppelname der Gemeinde aufgegeben. Im Jahre 1900 hatte das Dorf Lünz 128 Einwohner, 1910 waren es 168. Zu Beginn des 20. Jahrhunderts wurde in Lünz eine einklassige Dorfschule eröffnet. Einzige Erwerbsquelle war die Landwirtschaft, hauptsächlich wurden Hopfen, Getreide und Obst angebaut. Nach dem Ersten Weltkrieg zerfiel der Vielvölkerstaat Österreich-Ungarn, Linz wurde 1918 Teil der neu gebildeten Tschechoslowakischen Republik. Beim Zensus von 1921 lebten in den 28 Häusern von Linz 137 Personen, darunter 115 Deutsche und 17 Tschechen. 1930 lebten in den 28 Häusern von Linz 117 Personen, in der Gemeinde waren es 184. Nach dem Münchner Abkommen wurde Linz im Oktober 1938 dem Deutschen Reich zugeschlagen und gehörte bis 1945 zum Landkreis Podersam. Nach dem Ende des Zweiten Weltkrieges kam Mlýnce zur wiedererrichteten Tschechoslowakei zurück. Nach der Aussiedlung der meisten deutschen Bewohner wurde die Gemeinde mit Tschechen wiederbesiedelt. 1950 lebten in den 18 Häusern von Mlýnce 111 Personen. Bei der Gebietsreform von 1960 erfolgte die Aufhebung des Okres Podbořany, Mlýnce wurde Teil des Okres Louny. Im selben Jahr erfolgte die Eingemeindung nach Drahonice. Am 1. Mai 1976 wurde Mlýnce nach Skytaly und mit diesem zusammen am 1. Januar 1981 nach Vroutek eingemeindet. Beim Zensus von 1991 lebten in den 23 Häusern von Mlýnce 80 Personen. 2011 hatte das Dorf wiederum 80 Einwohner und bestand aus 22 Wohnhäusern.

## Ortsgliederung
Der Ortsteil Mlýnce ist Teil des Katastralbezirkes Vesce u Drahonic.

## Sehenswürdigkeiten
- Schloss Mlýnce, der neogotische Bau mit mehreren Ecktürmchen wurde zwischen 1883 und 1889 für Joseph Maria, Alphons Maria und Georg Maria Baernreither anstelle des alten Barockschlosses errichtet. Ab 1950 diente das Schloss dem Staatsgut Lubenec als Büro, Wohnhaus und Kantine. 1967 brannte ein Teil des Schlosses nieder. Heute befindet sich das Schloss wieder im Privatbesitz und wird sukzessive rekonstruiert.
- Aussichtsturm Vochlice, er wurde 1881 oder 1883 am Hachtenhübel auf dem höchsten Punkt des sich südlich an den Schlosspark anschließenden Waldstreifens errichtet und war vom Park mit Promenadenwegen verbunden.
- Linzenkreuz, gusseisernes Wegkreuz am Abzweig östlich des Dorfes